# Georg Götzinger
Georg Bernhard Götzinger (* 23. Januar 1884 in Schlierstadt; † 23. November 1966 ebenda) war ein römisch-katholischer Priester und Ehrendekan sowie Ehrenbürger von Schlierstadt und Rosenberg.

## Leben
Götzinger wurde am 1. Juli 1908 ordiniert.  Er war von 1909 bis 1915 Vikar in Neudenau und  Ettlingen.  Er fungierte als Pfarrvertreter ab 5. Juli 1922 in Gerichtstetten  und ab 12. November 1924 in Rosenberg. Götzinger wurde am 27. September 1925 als Pfarrer in Rosenberg/Baden investiert. Er war von 1933 bis 1964 Definitor des Dekanats Buchen. Außerdem war Götzinger Erzbischöflicher Schulinspektor. 1946 wurde Götzinger Dekan des Dekanats Buchen.
Im November 1966 ist er in Schlierstadt auf dem Weg zur Kirche von einem Motorradfahrer angefahren worden und hat dabei einen Schädelbasisbruch erlitten, an dessen Folgen er verstarb. An Georg Götzinger erinnert heute unter dem Friedhofskreuz eine Ehrentafel.